# Stora Enso
Stora Enso Oyj er en finsk skovindustrikoncern. De fremstiller papir- og papirmasse, papemballage, træ og byggematerialer. Koncernens hovedkvarter er i Helsinki. Stora Enso blev etableret i 1998 ved en fusion mellem svenske Stora AB og finske Enso Oyj.